# Geoff Bull
Geoffrey Randolph „Geoff“ Bull (* 26. Mai 1942 in Sydney) ist ein australischer  Musiker des Traditional Jazz (Trompete, auch Gesang), der auch als Bandleader hervorgetreten ist.

## Leben und Wirken
Bull nahm 1959 an Workshops im Sydney Jazz Club teil. Nachdem er 1961 mit der Melbourne New Orleans Jazz Band aufgetreten war, gründete er im folgenden Jahr in Sydney seine Olympia Jazz Band, zu der der Gitarrist und Banjospieler Geoff Holden (der ihn in den Jazz eingeführt hatte), der Klarinettist Peter Neubauer und der Kontrabassist Dick Edser gehörten; mit dieser Formation trat er häufig in den Hotels Brooklyn und Orient Hotel auf. 1966/67 tourte er in Übersee, unter anderem in New Orleans und Europa, und machte Aufnahmen mit Alton Purnell, Barry Martyn und Captain John Handy. Zurück in Sydney bespielte er wiederum das Orient Hotel. Mit seiner Geoff Bull’s Olympia Jazz Band entstanden Aufnahmen (1969, Swaggie 1261); diese Band leitete er auch später in verschiedenen Besetzungen. 1974 besuchte er erneut New Orleans und reiste danach häufig zwischen den beiden Städten hin und her; er nahm in New Orleans mit mehreren Veteranen auf und organisierte Australien-Tourneen für Purnell und Sammy Price. 1984/85 leitete Bull kurzzeitig ein Restaurant, spielte aber weiterhin in Sydney. Für das Musiklabel G.H.B. entstanden die Alben Geoff Bull in New Orleans (1986) und Vintage Geoff Bull (1996). 1997 nahm er das Album The Last Reunion mit seinen New Orleans Legends auf (La Brava 9791). In den letzten Jahren war er mit Geoff Bull and The Finer Cuts tätig, mit denen er 2020 das Album Up Jumped the Devil einspielte. Er ist weiterhin auf Alben mit den Rudy Balliu Society Serenaders, der Caledonia Jazzband (Creole Nights, 1997) und der Houlin-Rimington International Jazzband zu hören.